# Jack Pierson
Jack Pierson (Plymouth, Massachusetts, 1960) és un artista estatunidenc, conegut per les seves escultures de paraules, formades amb lletres de diversos materials, reciclades de rètols, amb les quals forma murals de grans dimensions.

## Biografia
Va estudiar a Boston, en el MassArt (Massachusetts College of Art and Design), on va establir relació amb nombrosos artistes, especialment amb el fotògraf Mark Morrisroe. La producció artística de Pierson es manifesta tant en fotografies com en collages, escultures formades amb lletres, instal·lacions, dibuixos i llibres d'artista. És un dels artistes més cotitzats; alguna de les seves escultures de lletres va assolir xifres milionàries en les subhastes de Sotheby's. Ha realitzat nombroses exposicions individuals a tot el món i les seves obres figuren entre els fons d'importants museus d'art contemporani, com el Museu Guggenheim de Nova York, el MoMA, el Museu de Belles Arts de Boston o el Museu d'Art Modern de Sant Francisco. La seva obra presenta una síntesi entre l'art pop i l'art conceptual.
Pierson ha fet pública la seva homosexualitat. El 2006 va organitzar un espectacle a la Galeria Paul Kasmin titulat The Name of This Show Is Not: Gay Art Now en el qual artistes consagrats i emergents, homo i heterosexuals, van presentar les seves obres.

## Fotografia
En la dècada de 1980 Pierson va pertànyer a un grup informal de fotògrafs que, des de llavors, va ser conegut com els cinc de Boston, al que s'adscriuen altres noms com Philip-Lorca diCorcia o Nan Goldin. Aquest grup es caracteritza per mostrar en les seves fotos la seva pròpia vida privada i la de la seva família i amics, convertida en el tema principal de la seva obra.
Algunes de les fotos de Pierson tenen un potent i explícit homoerotisme i pren com a models a prostituts. En unes altres, fotografia escenes i paisatges quotidians. També ha treballat com a fotògraf de publicitat i moda. Entre els seus retrats figuren personatges com Michael Bergin, Naomi Campbell, Snoop Dogg, Massimiliano Neri, Brad Pitt i Antonio Sabato, Jr.

## Publicacions
Amb l'escriptor i crític d'art Jim Lewis va realitzar el llibre Real gone (Artspace Books, 1993), compost per fotografies de Pierson i textos de Lewis.